# Stygobromus pusillus
Stygobromus pusillus är en kräftdjursart som först beskrevs av Martynov 1930.  Stygobromus pusillus ingår i släktet Stygobromus och familjen Crangonyctidae. Inga underarter finns listade i Catalogue of Life.